# ㅐ
ㅐ(äh) là một nguyên âm tiếng Triều Tiên. Unicode của ㅐ là U+3150. Nó có cùng cách phát âm với ㅔ.